# Bless Amada
 (août 2025).
Bless Amada, né le 29 mai 1997, à Lomé au Togo, est un acteur allemand.

## Biographie
Bless Amada, né Blaise Amada, naît et grandit à Lomé au Togo. À dix ans, il s'installe à Munich pour vivre avec son père qui est batteur,[source secondaire souhaitée]. Enfant et adolescent, il souhaite devenir acteur, mais ses études l'amène à commencer une formation d'électronicien spécialisé en énergie et techniques du bâtiment, qu'il ne termine pas,.
De 2017 à 2021, il se forme au métier d'acteur à l'école Otto-Falckenberg, où il est immédiatement accepté après son audition. Au cours de la saison théâtrale 2019-2020, il endosse le rôle de Wotan dans la pièce rein GOLD d'Elfriede Jelinek au Münchner Kammerspiele.
Il est membre de l'ensemble du Burgtheater de Vienne depuis la saison théâtrale 2021-2022,. En octobre 2021, il fait ses débuts à l'Akademietheater, aux côtés de Sabine Haupt et Mavie Hörbiger, dans le rôle d'Henri dans la première autrichienne de Moskitos, une pièce de l'autrice britannique Lucy Kirkwood,. Au cours de la saison 2021-2022, il joue au Burgtheater le rôle du docteur Michael Copley dans Die Ärztin de Robert Icke, une adaptation de Professor Bernhardi d'Arthur Schnitzler,. Au cours de la saison 2022-2023, il endosse le rôle de l'infirmière et drag Belize dans la pièce de Tony Kushner, Angels in America, à l'Akademietheater de Vienne,. À l'été 2023, il incarne Odin dans la pièce Brynhild de Maria Milisavljević au festival des Nibelungen Worms sous la direction de Pınar Karabulut.
Amada travaille également pour le cinéma et la télévision. Dans la série en deux parties de ZDF Waldgericht – Ein Schwarzwaldkrimi (2021), il incarne le réfugié « enfantin et superstitieux » Zikomo Sabaly originaire du Ghana,. Dans la série Kitz (2021) produite par Netflix, il interprète Dominik Reid, le petit ami de l'influenceuse et fille de millionnaire Vanessa von Höhenfeldt (jouée par Valerie Huber),. Dans le film Polizeiruf 110: Little Boxes (2023), il joue le rôle du détective de police gay Otto Ikwuakwu.
Amada se considère comme une personne religieuse qui tire sa force pour son travail de sa foi en Dieu[source secondaire souhaitée].

## Récompenses
- 2020 : Prix Proskenion des jeunes talents pour les arts du spectacle[réf. nécessaire]

## Filmographie

### Télévision
- 2021 à la télévision : Waldgericht – Ein Schwarzwaldkrimi
- 2021 : Heute stirbt hier Kainer
- 2021 : Beckenrand Sheriff

### Séries
- 2021 : Um Himmels Willen (un épisode)
- 2021 : Toni, männlich, Hebamme – Nestflucht
- 2021 : Die Chefin : le fils (un épisode)
- 2021 : Kitz (6 épisodes)
- 2023 : Polizeiruf 110: Little Boxes
- 2024 : Angemessen Angry (5 épisodes)
- 2025 : Tatort: Fiderallala

## Émissions audio
- 2020 : Die vier Leben des NeShawn Plummer (radio, WDR )[20]